# Linford Christie
Linford Christie (Saint Andrew, Jamaica, 2 de abril de 1960) es un ex velocista británico nacido en Jamaica. Es el único británico que ha ganado medallas de oro en los 100 metros en las cuatro principales competiciones abiertas a los atletas británicos: los Juegos Olímpicos, los Campeonatos del Mundo, los Campeonatos de Europa y los Juegos de la Commonwealth. Fue el primer atleta europeo en romper la barrera de los 10 segundos en los 100m y aún ostenta el récord británico en el evento. Es un ex poseedor del récord mundial en pista cubierta de más de 200 metros, y un exPoseedor del récord europeo en los relevos de 60 metros, 100m y 4 × 100 metros.
Sigue siendo uno de los atletas británicos más condecorados de todos los tiempos. Al final de su carrera en la pista, Christie había ganado 24 medallas en total, más que cualquier otro atleta masculino británico antes o desde entonces. En 1993 recibió el premio a la Personalidad Deportiva del Año de la BBC .

## Educación y primeros años
Christie nació en Saint Andrew, Jamaica , donde fue criado por su abuela materna. A la edad de siete años se unió a sus padres, quienes habían emigrado a Acton, Londres , Inglaterra, cinco años antes. Fue educado en la escuela secundaria Henry Compton en Fulham , Londres y se destacó en educación física . Compitió en los primeros Juegos Juveniles de Londres en 1977 para el distrito de Hammersmith & Fulham . [2] También se unió al Cuerpo de Entrenamiento Aéreo en 1978, Escuadrón 336 (Hammersmith). No se tomó en serio el atletismo hasta los 18 años. 

## Carrera profesional en el atletismo
La carrera temprana de Christie en la pista no fue particularmente prometedora. Un comienzo comparativamente lento, no pudo ingresar al equipo de Gran Bretaña para los Juegos Olímpicos de Verano de 1984 , ni siquiera fue incluido en el equipo de relevos de velocidad. No fue sino hasta algunos años después de haber comenzado a trabajar seriamente en su técnica de carrera bajo la guía de entrenador de Ron Roddan en 1979 que alcanzó su potencial.
En 1986, fue el ganador sorpresa de los 100 m en el Campeonato de Europa y terminó segundo en el mismo evento en los Juegos de la Commonwealth en Edimburgo, detrás de Ben Johnson . En el Campeonato Mundial de Atletismo de 1987 en Roma, Christie quedó cuarta en los 100 m, pero luego se le otorgó la medalla de bronce , cuando el ganador Johnson fue descalificado después de admitir años de uso de esteroides .
En los Juegos Olímpicos de Verano de 1988 en Seúl , Christie ganó la plata de los 100 m detrás de Carl Lewis después de que Johnson, quien estableció un récord mundial en 9.79 segundos, fuera nuevamente descalificado luego de una prueba de drogas positiva. El tiempo de Christie fue de 9,97 segundos, un nuevo récord europeo por 0,03 segundos y esta era solo la tercera vez que un atleta había roto la barrera de los diez segundos en los 100 metros sin ganar la carrera. Su récord británico de 9,87 sigue en pie a partir de 2021.
En 1992, Christie se convirtió en el tercer atleta británico en ganar los 100 m olímpicos, después de Harold Abrahams y Allan Wells , ganando el título por delante de Frankie Fredericks de Namibia en los Juegos Olímpicos de Barcelona . En ausencia de su gran rival Lewis, Christie corrió 9,96 s en la final, ya la edad de 32 años 121 días se convirtió en el campeón olímpico de 100 m de mayor edad por cuatro años y 38 días.
En 1993, se convirtió en el primer hombre en la historia en tener los títulos olímpicos, mundiales, europeos y de la Commonwealth en los 100 m, ya que ganó el Campeonato del Mundo de Stuttgart en su mejor tiempo de 9.87. Ese año también fue elegido por la BBC Personalidad deportiva del año por el público británico. Al año siguiente, en 1994, defendió su título de la Commonwealth en Victoria en su segundo tiempo más rápido en los 100 m con 9,91.
Defendiendo su título olímpico en 1996 , Christie fue descalificado en la final después de dos salidas en falso. Dijo: "El primero supe que lo hice, pero en el segundo sentí que reaccioné perfectamente al arma. Nunca antes en mi vida me habían descalificado de una carrera. Qué lugar para hacerlo". Su tiempo de reacción fue de 0,086 segundos. Según las reglas de la IAAF, los velocistas no pueden comenzar desde sus bloques en más de 0.1 segundos.
Christie se retiró de la competencia internacional representativa en 1997, aunque continuó haciendo apariciones en reuniones de invitación.

## Acusaciones de dopaje y prohibición
Christie enfrentó una audiencia disciplinaria del Comité Olímpico Internacional en los Juegos Olímpicos de Seúl de 1988 debido a una prueba de drogas adversa para el estimulante pseudoefedrina prohibido después de correr en las eliminatorias de los 200 metros. Se libró de la sanción después de que el comité votó por un margen de 11 a 10 y le dio a Christie "el beneficio de la duda". Christie argumentó que lo había tomado inadvertidamente cuando bebía un poco de té de ginseng .
En los campeonatos de Europa de 1994 celebrados en Helsinki , donde el capitán del equipo británico Christie ganó su tercer título europeo de 100 m, se vio envuelto en una controversia de dopaje después de que Solomon Wariso , un corredor de 400 m que debutaba en el campeonato internacional, dio positivo por el estimulante efedrina. . Wariso reveló que había usado un pick-up de venta libre llamado "Up Your Gas", que Christie había comprado en una farmacia de Florida.
En 1998, menos de seis meses antes de su primera prueba de drogas positiva, Christie ganó una acción por difamación contra el periodista John McVicar . McVicar había insinuado en una revista satírica que el notable ascenso de Christie desde el puesto 156 en el mundo hasta el triunfo a una edad en la que debería haber estado en declive solo podría haberse logrado a través de drogas que mejoran el rendimiento. El jurado falló a favor de Christie por una mayoría de 10-2. El juez ordenó que McVicar estuviera sujeto a una orden judicial que le impidiera acusar a Christie de consumir sustancias prohibidas. Los modestos £ 40,000 por daños y perjuicios otorgados fueron compensados por los costos legales en los que incurrió Christie para llevar el caso. Después del juicio, McVicar llamó a Christie "The Judy Garlandde los 100 metros ”, refiriéndose a la emoción que había mostrado Christie ante la cancha.

## Records personales
| Modalidad      | Tiempo | Fecha                    | Lugar                  | Notas |
| -------------- | ------ | ------------------------ | ---------------------- | ----- |
| 60 metros      | 6.47   | 19 de febrero de 1995    | Liévin, Francia        |       |
| 100 metros     | 9.87   | 15 de agosto de 1993     | Stuttgart, Alemania    |       |
| 150 metros     | 14.97  | 4 de septiembre de 1994  | Sheffield, Reino Unido |       |
| 200 metros     | 20.09  | 28 de septiembre de 1988 | Seúl, Corea del Sur    |       |
| 300 metros     | 33.80  | 21 de junio de 1988      | Oslo, Noruega          |       |
| 400 metros     | 47.75  | 1991                     | ?                      |       |
| Salto longitud | 6.67 m | 21 de agosto de 1996     | Londres, Reino Unido   |       |

- Datos: Q310019
- Multimedia: Linford Christie / Q310019